# Eliminatórias da Copa do Mundo FIFA de 2010 - África (fase preliminar)
Resultados das partidas da fase preliminar das eliminatórias africanas para a Copa do Mundo FIFA de 2010. Nessa fase, das 53 equipes, as 10 piores colocadas no Ranking da FIFA (em Julho de 2007) se enfrentariam em jogos de ida-e-volta, para totalizar 48 equipes, que serão divididas em 12 grupos de 4. 

## Cruzamentos originais
Inicialmente, os jogos seriam:
- Madagascar vs  Comores
- Somália vs  Essuatíni
- São Tomé e Príncipe vs  República Centro-Africana
- Serra Leoa vs  Guiné-Bissau
- Seicheles vs  Djibouti

Em setembro, São Tomé e Príncipe e a República Centro-Africana desistiram das eliminatórias. Por isso, Suazilândia e Seychelles passaram para a próxima fase (por serem as mais bem colocadas, entre as dez, no Ranking da FIFA). Logo, as seis equipes restantes foram novamente sorteadas para jogar entre si:
- Madagascar vs  Comores
- Somália vs  Djibouti
- Serra Leoa vs  Guiné-Bissau

## Partidas
| 14 de outubro de 2007 14:30 (UTC+3) | Madagascar                                                              | 6 – 2     | Comores                      | Mahamasina Municipal Stadium, Antananarivo   |
|                                     | Andriantsima 30' 40' 49' (pen) 57' · Rakotomandimby 65' · Tsaralaza 79' | Relatório | Midtadi 6' · Bakar 53' (pen) | Público: 7,754 Árbitro: ZAM Wellington Kaoma |

| 17 de novembro de 2007 15:00 (UTC+3) | Comores | 0 – 4     | Madagascar                                               | Stade de Beaumer, Moroni                 |
|                                      |         | Relatório | Nomenjanahary 37', 51' · Rakotomandimby 61' · Robson 73' | Público: 1,610 Árbitro: RSA Jerome Damon |

| 16 de novembro de 2007 16:00 (UTC+3) | Djibuti    | 1 – 0     | Somália | Stade du Ville, Djibouti                         |
|                                      | Yassin 84' | Relatório |         | Público: 10,000 Árbitro: SUD Khalid Abdel Rahman |

Este confronto não teve o jogo de volta devido ao fato de a Somália não ter condições de receber uma partida em casa.
| 17 de outubro de 2007 16:30 (UTC+0) | Serra Leoa | 1 – 0     | Guiné-Bissau | National Stadium, Freetown             |
|                                     | Conteh 17' | Relatório |              | Público: 25,000 Árbitro: NGA Sule Mana |

| 17 de novembro de 2007 16:30 (UTC+0) | Guiné-Bissau | 0 – 0     | Serra Leoa | Estádio 24 de Setembro, Bissau              |
|                                      |              | Relatório |            | Público: 12,000 Árbitro: GHA Josepf Odartei |

## Classificação
Classificados à segunda fase
- Essuatíni
- Seicheles
- Madagascar
- Djibouti
- Serra Leoa